# Unanswered Prayers
«Unanswered Prayers» — песня американского кантри-музыканта Гарта Брукса, вышедшая в качестве 2-го сингла с его второго студийного альбома No Fences (1990). Авторами песни выступили Пэт Алгер, Ларри Бастиан и сам Гарт Брукс. Сингл на 2 недели возглавил американский кантри хит-парад, став в нём четвёртым для Брукса лидером чарта в его карьере и вторым (после «Friends in Low Places») из четырёх чарттопперов с того же второго его альбома. Песня стала ключевым и самым популярным треком этого диска. За несколько недель песня дошла до первого места чарта Hot Country Songs журнала Billboard, оставаясь на № 1 две недели и став одной из наиболее успешных кантри-песен года. «Unanswered Prayers» также была включена в такие альбомы Брукса как The Hits, The Limited Series, Double Live и The Ultimate Hits.

## Чарты

### Еженедельные чарты
| Чарт (1990—1991)                  | Высшая позиция |
| --------------------------------- | -------------- |
| Canada Country Tracks (RPM)       | 1              |
| США (Billboard Hot Country Songs) | 1              |

### Итоговые годовые чарты
| Чарт (1991)                  | Позиция |
| ---------------------------- | ------- |
| Canada Country Tracks (RPM)  | 32      |
| US Country Songs (Billboard) | 9       |